# Jean Beausejour
Jean André Emanuel Beausejour Coliqueo (Santiago, 1 de junho de 1984) é um ex-futebolista chileno de origem haitiana que atuava como lateral-esquerdo. 

## Carreira

### Início
Começou na Universidad Católica em 2001. Em 2004 assinou com o Servette e ficou na Suíça por um ano, antes de ser contratado pelo Grêmio, 2005. No ano seguinte, foi para o Gent, da Bélgica. Em 2007 ele retornou ao Chile, para jogar no Cobreloa e, posteriormente, no O'Higgins em 2008.

### América
No dia 1 de dezembro de 2008, assinou contrato com o América, do México, por três temporadas e meia.

### Birmingham City
No dia 31 de agosto de 2010, aos 26 anos, o jogador assinou contrato com o Birmingham, da Inglaterra.

### Wigan Athletic
Em 25 de janeiro de 2012, transferiu-se para o Wigan Athletic em um contrato de dois anos e meio. Fez sua primeira partida pelo clube no dia 31 de janeiro, na derrota de 3–1 para o Tottenham.

## Títulos

#### Universidad Católica
- Campeonato Chileno: Apertura 2002

#### Grêmio
- Campeonato Brasileiro de Futebol de 2005 - Série B

#### Birmingham City
- Copa da Liga Inglesa: 2010–11

#### Wigan Athletic
- Copa da Inglaterra: 2012–13

#### Colo-Colo
- Campeonato Chileno: Apertura 2015

#### Seleção Chilena
- Copa América: 2015, 2016

### Prêmios individuais
- Seleção da Copa América Centenário[4]